# Mykoła Hafijczuk
Mykoła Iwanowycz Hafijczuk (ukr. Микола Іванович Гафійчук, ros. Николай Иванович Гафийчук, Nikołaj Iwanowicz Gafijczuk; ur. 18 grudnia 1962 we wsi Głuszków, w obwodzie iwanofrankowskim) – ukraiński piłkarz, grający na pozycji obrońcy.

## Kariera piłkarska

### Kariera klubowa
Rozpoczął karierę piłkarską w miejscowym amatorskim zespole. W 1984 został zaproszony do Bukowyny Czerniowce. Potem występował w drużynie Dnister Zaleszczyki. 15 kwietnia 1992 debiutował w Mistrzostwach Ukrainy w składzie zespołu z Zaleszczyków. Latem 1993 został wypożyczony na pół roku do Łady Czerniowce. Na początku 1994 wyjechał do Mołdawiiu, gdzie bronił barw pierwszoligowej Vilii Bryczany, który latem zmienił nazwę na Progresul Bryczany. Potem wrócił do domu i występował w drużynie Probij Horodenka, gdzie zakończył karierę piłkarską.